# Zidanta I
Zidanta I (1610 a.C. circa – Hattuša, 1550 a.C. circa) è stato un sovrano ittita.

## Biografia e regno
Genero del Coppiere Reale, il futuro Hantili I, incoraggiò ed aiutò il suocero ad assassinare il sovrano Muršili I, di cui Hantili era cognato, mettendo in scena il primo regicidio della storia ittita, attorno al 1.590 a.C. Asceso al trono il suocero, durante i trent'anni del regno di Hantili I gli fu sempre a fianco, tanto da ritenersene l'erede naturale, anche perché il sovrano aveva perso tragicamente due dei suoi tre figli. Quando invece Hantili tentò di associare al trono l'unico figlio rimastogli, Pišeni, Zidanta li assassinò entrambi ed uccise anche i figli di Pišeni, usurpando il trono.
Del suo regno ci sono giunti pochissimi documenti, che ne rendono difficoltosa la ricostruzione; certo deve essere stato assai breve, al massimo una decina di anni. Ironia della sorte, anche Zidanta morì assassinato come i due sovrani precedenti che egli stesso aveva eliminato; ad assassinarlo fu suo figlio Ammuna che ne usurpò il trono. Anche se tramite un omicidio, questo fu uno dei pochi casi in cui la successione al trono ittita dell'Antico Regno avvenne di padre in figlio.